# Maxera arizanensis
Maxera arizanensis là một loài bướm đêm trong họ Noctuidae.